# آسارون
آسارون مركب عضوي ينتمي لمجموعة من المركبات تسمى بالفينيل بروبين يتواجد هذا المركب في نبات قَصَب الذَرِيرَة يستخدم هذا المركب كمبيدآفات

## السلامة
يجب أخذ الحذر عند استخدام هذا المركب لانه يصنف من المواد المسرطنة.